# 武塙祐吉
武塙 祐吉（たけはな ゆうきち、1889年〈明治22年〉8月15日 - 1964年〈昭和39年〉4月3日）は、日本の政治家。第12代秋田市長。号は三山。

## 来歴
秋田県南秋田郡上井河村井内（現・井川町井内）に生まれる。本荘中学校（現・秋田県立本荘高等学校）を経て、1912年（明治45年）、早稲田大学法律科卒。卒業後1913年（大正2年）秋田魁新報社に入社したが、1914年（大正3年）に退社し帰郷した。
1920年（大正9年）、秋田県農会書記に就職するが、1923年（大正12年）に辞任し、同年秋田魁新報社に再入社した。
同社では経済、整理の各部長、副主筆、監査役、取締役編集局長、常務取締役に進んだ。
1945年（昭和20年）、上井河村長に就任。同年、終戦により秋田魁新報社を退社。翌年2月同社に復帰し社長に就任したが、間もなく公職追放となり、上井河村長も辞職した。
1950年（昭和25年）、追放解除。秋田県公安委員を経て、翌1951年（昭和26年）、秋田市長に当選した。在職中は秋田市都市計画案を起草した。
1955年（昭和30年）は無投票当選。市長は1959年（昭和34年）まで務めた。同年ラジオ東北社長に就任。同社は1961年（昭和36年）に秋田放送と改称した。
1964年（昭和39年）4月3日死去。
墓所は秋田市楢山古川新町、曹洞宗寳徳山満福寺。

## 著作
- 『ふるさとの顔』龍星閣、1936年5月。 NCID BA39928931。全国書誌番号:46072145。
- 『斎藤宇一郎と農村指導』龍星閣、1938年5月。 NCID BN14517021。全国書誌番号:46054534。
- 『離村記』龍星閣、1957年11月。 NCID BA39921921。全国書誌番号:57012864。
- 『市長八歳記』龍星閣、1960年10月。 NCID BA39921717。全国書誌番号:60013266。
- 『秋田の人々』秋田県広報協会、1964年1月。 NCID BA39133560。全国書誌番号:64007724。